# Río Hollemberg
El río Hollenberg es un curso natural de agua emisario del lago Balmaceda y desagua en la bahía Desengaño al oriente del golfo Almirante Montt, en la Región de Magallanes, Chile.

## Trayecto
El río Hollemberg da su nombre a una cuenca hidrográfica independiente de 1010 km² que incluye al río Casas Viejas, río Tranquilo (Balmaceda), lago Balmaceda, laguna Diana, laguna Escondida (río Tranquilo), chorrillo de Los Alambres. Todos desaguan finalmente a través del río Hollemberg, que solo tiene unos 3 kilómetros de lomgitud.: 3–8 

## Caudal y régimen
No se dispone de antecedentes de caudales del río Hollenberg.: 601 

## Historia
Luis Risopatrón lo describe brevemente en su Diccionario Jeográfico de Chile de 1924:: 395 
Hollemberg (Rio) 51° 54' 72° 26’. Es de corto curso, nace en la parte W del lago Balmaceda, corre hácia el W i se vácia en la bahía Desengaño, del golfo Almirante Montt. 122, p. XXVIII i 89; 134; 151, VIII, p. 243; i 156; i Solar en 1, XXVII, p. 63 i 83 i carta 144. Hollis Head 53° 59' 72° 21'. Se proyecta en la parte media del canal Bárbara, desde la costa W, entre las bahías de Mac-Kinley i Bedford. 35, I, carta.

## Población, economía y ecología
La zona tiene un gran potencial turístico por su cercanía al parque nacional Torres del Paine, la cueva del Milodón. El poblado más cercano es Puerto Natales.